# 近山金次
近山 金次（ちかやま きんじ、1907年4月12日 - 1975年11月6日）は、日本の歴史学者（古代ローマ史・中世精神史）、教育者。学位は文学博士（慶應義塾大学・1950年）。慶應義塾大学名誉教授。
慶應義塾大学予科教員、慶應義塾大学文学部教授、慶應義塾中等部部長（第3代）、清泉女子大学文学部教授などを歴任した。

## 概要
東京府東京市出身の西洋史学者である。慶應義塾大学文学部を卒業すると、同大学の予科の教員を経て、文学部で教授を務めた。また、慶應義塾中等部の部長も兼務した。その後、清泉女子大学に転じ、文学部の教授を務めた。また、翻訳者としてガイウス・ユリウス・カエサルの『ガリア戦記』を日本に紹介したことでも知られている。

## 来歴

### 生い立ち
1907年（明治40年）4月12日、東京府東京市にて生まれた。近山の出生地は、従前は東京府芝区であったが、1889年（明治22年）5月1日の東京市発足に伴い、その市域に組み入れられたものである。同じく東京市に所在する慶應義塾大学に進学し、文学部の史学科にて歴史学を学んだ。1932年（昭和7年）、慶應義塾大学を卒業した。なお、後年になって博士論文「封建国家理念の生成とその展開」を執筆しており、1950年（昭和25年）4月12日に慶應義塾大学から文学博士の学位を授与されている。

### 歴史学者として
大学卒業後は、母校である慶應義塾大学に採用され、予科にて教員として勤務した。1941年（昭和16年）12月8日に太平洋戦争が勃発するも、戦火の中を生き延びる。戦争が終結する1945年（昭和20年）、慶應義塾大学の文学部にて教授に就任した。その間、慶應義塾の要職を歴任している。たとえば、慶應義塾中等部において、1956年（昭和31年）4月1日に第2代部長に就任した松本正夫が、慶應義塾の常任理事に就くため同年7月22日に急遽退任することになった。この事態を受け、近山が同年7月23日に第3代部長に就任した。1960年（昭和35年）7月31日まで同職を兼務し、後任の村山光一に引き継いだ。なお、1955年（昭和30年）にヨーロッパに留学している。慶應義塾大学を退職すると、1973年（昭和48年）に名誉教授の称号が贈られた。清泉女子大学に転じると、文学部の教授に就任した。1975年（昭和50年）11月6日、死去した。

## 研究

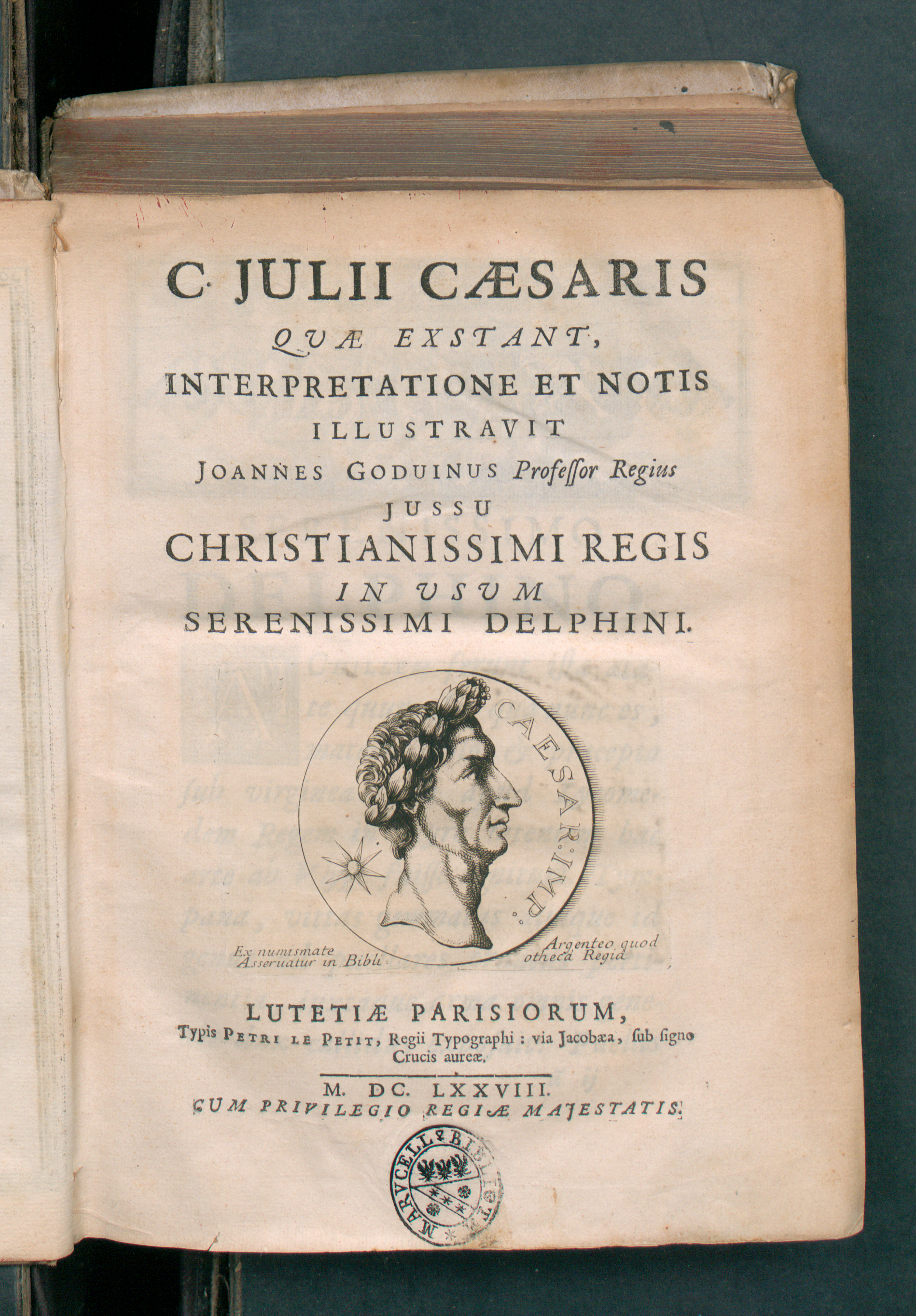
1678年に刊行された『ガリア戦記』（C. Iulii Caesaris quae exstant, 1678.）

専門は歴史学であり、西洋史の中でも特に古代ローマ史や中世精神史といった分野の研究に従事した。古代ガリアの政治制度についての研究に取り組んでおり、1932年（昭和7年）に発表した論文「古代ガリヤに於ける政治制度と其の統一的氣運の變遷に就て」などが知られている。また、ガイウス・ユリウス・カエサルとアウルス・ヒルティウスが著した『ガリア戦記』を翻訳し、日本に紹介した。『ガリア戦記』の日本語版として近山の訳書は広く知られており、同様によく知られている言語学者の國原吉之助の訳に比べると「古いが、読みやすい」とされている。評論家の小林秀雄も近山の訳書に親しんだ一人であり、初めて近山の訳書を読んだ際に「ジュリアス・シイザアに『ガリア戦記』といふものがあるのは承知してゐたが、最近、近山金次氏の翻訳が出たので、初めて、この有名な戦記が通読出来た。少し許り読み進むと、もう一切を忘れ、一気呵成に読み了へた。それほど面白かつた。近頃、珍しく理想的な文学鑑賞をした」と評している。
また、近山の博士論文の審査は、歴史学者の大類伸、同じく歴史学者の間崎万里、および、文学者の厨川文夫が担当した。主査や副査らは、近山の論文の特色について「一般に、『封建』の概念は『分裂』を意味することが多く、カルメットの意見の如きは、その代表的なものだが、著者はそれに對して、『分裂』よりも『統一』に重きを置き、莊園的な分裂の間より起つた、國家的統一を求める傾向を『封建』だとしている」と指摘したうえで、「我が國の學徒にとつて至難とされている西洋中世史料の驅使や、文獻批判に於て示した著者の努力は、その獨自の見解と共に、中世史研究の上に少からぬ示唆と貢獻とを與へるものである」と評し、博士号の授与を認めている。

## 家族・親族
梁瀬自動車を創業した梁瀬長太郎の娘と結婚したため、ヤナセ社長を務めた梁瀬次郎は義弟にあたる。また、エイブル社長やギガプライズ社長を務めた梁瀬泰孝は義大甥であるが、のちに次郎と泰孝が養子縁組したため義養甥でもある。なお、下記以外にも、実業家の漆山一は義姉の夫にあたり、実業家の尾澤金藏は義妹の夫にあたり、鹿島建設社長を務めた鹿島昭一は義姪の夫にあたり、ヤナセ社長を務めた稲山孝英は義姪の夫にあたるなど、著名な係累縁者が多数存在するが、ここでは近山の親族に該当する著名人のみを列挙した。
- 梁瀬孫平（義祖父） - 農家
- 梁瀬長太郎（岳父） - 実業家[11]
- 梁瀬次郎（義弟） - 実業家[11]
- 梁瀬泰孝（義大甥・義養甥） - 実業家

## 系譜
|          |          |          |          |          |          |  |  |            |            |            |            |            |            |  |  |            |            |            |            |            |            |  |  |            |            |            |            |            |            |  |  |          |          |          |          |          |          |  |  |
| 梁瀬孫平 | 梁瀬孫平 | 梁瀬孫平 | 梁瀬孫平 | 梁瀬孫平 | 梁瀬孫平 |  |  | 梁瀬長太郎 | 梁瀬長太郎 | 梁瀬長太郎 | 梁瀬長太郎 | 梁瀬長太郎 | 梁瀬長太郎 |  |  | 長太郎の娘 | 長太郎の娘 | 長太郎の娘 | 長太郎の娘 | 長太郎の娘 | 長太郎の娘 |  |  |            |            |            |            |            |            |  |  |          |          |          |          |          |          |  |  |
| 梁瀬孫平 | 梁瀬孫平 | 梁瀬孫平 | 梁瀬孫平 | 梁瀬孫平 | 梁瀬孫平 |  |  | 梁瀬長太郎 | 梁瀬長太郎 | 梁瀬長太郎 | 梁瀬長太郎 | 梁瀬長太郎 | 梁瀬長太郎 |  |  | 長太郎の娘 | 長太郎の娘 | 長太郎の娘 | 長太郎の娘 | 長太郎の娘 | 長太郎の娘 |  |  |            |            |            |            |            |            |  |  |          |          |          |          |          |          |  |  |
|          |          |          |          |          |          |  |  |            |            |            |            |            |            |  |  |            |            |            |            |            |            |  |  |            |            |            |            |            |            |  |  |          |          |          |          |          |          |  |  |
|          |          |          |          |          |          |  |  |            |            |            |            |            |            |  |  | 近山金次   |            |            |            |            |            |  |  |            |            |            |            |            |            |  |  |          |          |          |          |          |          |  |  |
|          |          |          |          |          |          |  |  |            |            |            |            |            |            |  |  |            |            |            |            |            |            |  |  |            |            |            |            |            |            |  |  |          |          |          |          |          |          |  |  |
|          |          |          |          |          |          |  |  |            |            |            |            |            |            |  |  | 梁瀬次郎   | 梁瀬次郎   | 梁瀬次郎   | 梁瀬次郎   | 梁瀬次郎   | 梁瀬次郎   |  |  | 次郎の二女 | 次郎の二女 | 次郎の二女 | 次郎の二女 | 次郎の二女 | 次郎の二女 |  |  | 梁瀬泰孝 | 梁瀬泰孝 | 梁瀬泰孝 | 梁瀬泰孝 | 梁瀬泰孝 | 梁瀬泰孝 |  |  |
|          |          |          |          |          |          |  |  |            |            |            |            |            |            |  |  | 梁瀬次郎   | 梁瀬次郎   | 梁瀬次郎   | 梁瀬次郎   | 梁瀬次郎   | 梁瀬次郎   |  |  | 次郎の二女 | 次郎の二女 | 次郎の二女 | 次郎の二女 | 次郎の二女 | 次郎の二女 |  |  | 梁瀬泰孝 | 梁瀬泰孝 | 梁瀬泰孝 | 梁瀬泰孝 | 梁瀬泰孝 | 梁瀬泰孝 |  |  |
|          |          |          |          |          |          |  |  |            |            |            |            |            |            |  |  |            |            |            |            |            |            |  |  |            |            |            |            |            |            |  |  |          |          |          |          |          |          |  |  |

- 赤地に太字が本人である。
- 係累縁者が多いため、近山金次の親族に該当する著名人のみ氏名を記載した。
- 梁瀬泰孝は梁瀬次郎の二女の息子であり、次郎の養子となった。

## 略歴
- 1907年 - 東京府東京市にて誕生。
- 1932年 - 慶應義塾大学文学部卒業。
- 1945年 - 慶應義塾大学文学部教授。
- 1956年 - 慶應義塾中等部部長。
- 1973年 - 慶應義塾大学名誉教授。
- 1975年 - 死去。

## 著作

### 単著
- 近山金次著、慶應義塾大學通信教育部編輯『西洋史概説（古代・中世）』1分册、再版、慶應通信教育圖書、1948年。
- 近山金次著『アウグスチヌスと歴史的世界』慶応通信、1979年。

### 共著
- 社会思想研究会編『トインビー――人と史観』社会思想研究会出版部、1957年。NCID BN08715177
- 富永惣一ほか著『法王の時代』世界文化社、1968年。NCID BN02333076

### 編纂
- 近山金次編『西方の金言』帝國書院、1946年。NCID BA39089119

### 翻訳
- 近山金次譯、カエサル『ガリア戰記』岩波書店〈岩波文庫〉、1942年。NCID BN01810511
- 近山金次譯、カエサル『ガリヤ戦記』第3版、岩波文庫、1949年。全国書誌番号:49000720
- 近山金次訳『ガリア戦記』改訳版、岩波文庫、1964年5月。NCID BN01810748
- 近山金次訳『ガリア戦記』ワイド版岩波文庫、1991年1月。ISBN 4000070118
- 近山金次訳『ガリア戦記』再改版、岩波文庫、2010年12月。ISBN 400334071X

### その他
- 高橋宏幸訳・解説『カエサル　ガリア戦記』岩波書店、2015年。ISBN 978-4-00-061016-2

### 主要な論文
- 近山金次稿「古代ガリヤに於ける政治制度と其の統一的氣運の變遷に就て」『史学』11巻2号、三田史学会、1932年7月、51-134頁。ISSN 03869334
- 近山金次稿「西洋史研究第一輯（東北帝國大學西洋史研究會編輯）」『史学』11巻3号、三田史学会、1932年10月、171-172頁。ISSN 03869334
- 近山金次稿「タキトゥス・ゲルマーニア（田中秀央・泉井久之助共著、刀江書院發行）」『史学』11巻4号、三田史学会、1933年2月、176-178頁。ISSN 03869334
- 近山金次稿「ガリヤ戰記の製作年代に就いて」『史学』12巻1号、三田史学会、1933年4月、89-104頁。ISSN 03869334
- 近山金次稿「東洋古代史（橋本増吉著、平凡社刊行）」『史学』13巻1号、三田史学会、1934年4月、169-170頁。ISSN 03869334
- 近山金次稿「文化（東北帝大文科會編、岩波書店刊行）」『史学』13巻1号、三田史学会、1934年4月、177頁。ISSN 03869334
- 近山金次稿「チベリウス帝政論攷」『史学』13巻2号、三田史学会、1934年8月、29-54頁。ISSN 03869334
- 近山金次稿「ヴォルフ民族文化史（間崎万里譯、刀江書院發行）」『史学』13巻2号、三田史学会、1934年8月、162-163頁。ISSN 03869334
- 近山金次稿「西洋史概説（内藤智秀著、教育研究會發行）」『史学』14巻1号、三田史学会、1935年4月、172頁。ISSN 03869334
- 近山金次稿「西洋史研究第八輯（マキヤヴェリ號）」『史学』14巻4号、三田史学会、1936年3月、169頁。ISSN 03869334
- 近山金次稿「章華社版、『世界文化史』（近代篇）」『史学』15巻2号、三田史学会、1936年7月、188頁。ISSN 03869334
- 近山金次稿「アリストテレス國家學（青木巖譯、第一書房刊）」『史学』16巻1号、三田史学会、1937年4月、162-163頁。ISSN 03869334
- 近山金次稿「ローマ皇帝トラヤヌスの東方政策に就て」『史学』16巻2号、三田史学会、1937年6月、15-32頁。ISSN 03869334
- 近山金次稿「エトルリヤ研究の現状」『史学』16巻3号、三田史学会、1937年11月、135-148頁。ISSN 03869334
- 近山金次稿「ハンザ研究の現状」『史学』16巻4号、三田史学会、1938年4月、147-173頁。ISSN 03869334
- 近山金次稿「Alfons Dopsch -- The Economic and Social Foundations of European Civilization (1937, Kegan Paul, London)」『史学』16巻4号、三田史学会、1938年4月、212-213頁。ISSN 03869334
- 近山金次稿「ローマ皇帝ユスチニヤヌスの東方經營に就て」『史学』18巻2号、三田史学会、1939年11月、73-122頁。ISSN 03869334
- 近山金次稿「ヘロドトス著、青木巖譯、歴史（ヒストリアイ）上卷」『史学』19巻4号、三田史学会、1941年3月、142頁。ISSN 03869334
- 近山金次稿「ローマ文學史（ワイト・ダッフ、岩崎良三譯）」『史学』21巻1号、三田史学会、1942年9月、122頁。ISSN 03869334
- 近山金次稿「トゥーキューディデース、『歴史』（青木巖譯、生活社刊）」『史学』21巻2号、三田史学会、1943年2月、133頁。ISSN 03869334
- 近山金次稿「カルタゴ撲滅論考」『史学』21巻3号、三田史学会、1943年6月、85-115頁。ISSN 03869334
- 近山金次稿「アウグスティヌス『神国論』の一節――聖人の心にうつる童貞女の悲しみ」『世紀』1号、世紀編集室、1949年4月、7-18頁。
- 近山金次稿「叙任権争に対する一考察（要旨）」『人文』3巻2号、人文科学委員会、1949年9月、88-90頁。
- 近山金次稿「アンブロシウスと貧しき人々」『世紀』10号、世紀編集室、1950年1月、29-38頁。
- 近山金次稿「西洋近世初期の奴隷と教会」『史學』24巻4号、三田史学会、1951年、1-25頁。ISSN 03869334
- 近山金次稿「増田四郎著『西洋近世世界の成立』」『史学』25巻1号、三田史学会、1951年、120-127頁。ISSN 03869334
- 近山金次稿「大ローマの没落と教会」『世紀』25号、世紀編集室、1951年、4-14頁。
- 近山金次稿「アウグスティヌスの戦争論」『世紀』30号、世紀編集室、1951年12月、8-20頁。
- 近山金次稿「アウグステイヌスの国家観に対する史的考察」『史學』25巻3号、三田史学会、1952年、322-351頁。ISSN 03869334
- 近山金次稿「聖ルイ〔ルイ9世〕のこども」『世紀』37号、世紀編集室、1952年8月、4-13頁。
- 近山金次稿「初代教会百年の迫害」『ソフィア』1巻3号、上智大学、1952年9月、1-17頁。ISSN 04896432
- 近山金次稿「アイルランドの牧者パトリキウス」『世紀』41号、世紀編集室、1953年、4-13頁。
- 近山金次稿「タキトウス著、泉井久之助・田中秀央訳『ゲルマーニア』」『図書』47号、岩波書店、1953年、24-25頁。
- 近山金次稿「封建君主論」『西洋史学』20号、日本西洋史学会、1953年12月、589-624頁。ISSN 03869253
- 近山金次稿「アウグスティヌスと祖国の危機」『ソフィア――西洋文化ならびに東西文化交流の研究』2巻4号、上智大学、1953年12月15日、20-41頁。ISSN 04896432
- 近山金次稿「宗教改革研究の困難」『世紀』58号、世紀編集室、1954年、21-26頁。
- 近山金次稿「ダニエル・ロップスの史書を読む」『世紀』51号、世紀編集室、1954年、33-36頁。
- 近山金次稿「ダニエル・ロップスの史書を読む」『世紀』57号、世紀編集室、1954年、33-36頁。
- 近山金次稿「エルサレムもうで」『世紀』69号、世紀編集室、1955年7月。

## 門下生
- 田辺三千広[15]

### 註釈
1. ↑  東京府芝区は、のちの東京都港区に該当する。